# George Harmon
George Harmon (8 dicembre 2000) è un calciatore inglese, difensore del Cheltenham Town.

## Caratteristiche tecniche
É un terzino sinistro.

## Carriera
Dopo aver giocato nelle giovanili del West Bromwich (con cui gioca anche 6 partite nel Football League Trophy: 3 nell'edizione 2018-2019 e 3 nell'edizione 2020-2021), nell'estate del 2021 si svincola dal club delle Midlands e va a giocare in National League South (sesta divisione inglese) ai semiprofessionisti dell'Oxford City: fin da subito si guadagna un posto da titolare, concludendo la sua prima stagione in una prima squadra con un totale di 43 presenze (40 in campionato, 2 nei play-off ed una in FA Trophy) e 7 reti (6 in campionato ed una nei play-0ff).
Nell'estate del 2022 viene ceduto al Ross County, club della prima divisione scozzese, con cui firma un contratto biennale. Fa il suo esordio nel club scozzese il 19 giugno 2022 subentrando dalla panchina nella vittoria per 2-0 in Coppa di Lega sul campo dell'Alloa Athletic; il successivo 6 agosto gioca invece la sua prima partita in campionato, subentrando dalla panchina nella sconfitta casalinga per 3-1 contro il Celtic. Termina la stagione con 30 partite e 2 gol segnati in campionato, più 2 presenze ed un gol nei play-out; in particolare, realizza la rete del 3-1 al 90' della partita di ritorno contro il Partick Thistle, decisiva per arrivare ai calci di rigore, nei quali lo stesso Harmon realizza uno dei rigori decisivi alla conquista della salvezza per la sua squadra. Continua a giocare da titolare con gli Staggies in prima divisione sia nella stagione 2023-2024 (conclusa con un'altra salvezza ai play-out) che nella stagione 2024-2025, conclusa con una retrocessione in seconda divisione dopo aver perso i play-out contro il Livingston.
L'8 agosto 2025 dopo complessive 5 reti in 88 presenze (play-out inclusi) nella prima divisione scozzese (ed in generale 6 reti in 105 presenze tra tutte le competizioni ufficiali nell'arco di tre stagioni) lascia il Ross County per passare a titolo definitivo al Cheltenham Town, club della quarta divisione inglese.

## Palmarès

### Club

#### Competizioni regionali
- Oxfordshire Senior Cup: 1

Oxford City: 2021-2022